# CF Carașul Coștei
CF Carașul Coștei (în sârbă ФК Караш Куштиљ) este un club de fotbal al românilor voivodineni în Coștei, Districtul Banatul de Sud,Voivodina, Serbia și în prezent concurează în Liga a II-a a Banatului de Sud-Est, al șaselea nivel competitiv al fotbalului sârb.